# 코이니나레...
〈사랑이 되어라...〉(일본어: 恋になれ... こいになれ[*], 코이니나레)는 코마츠 미호의 26번째 싱글이다.

## 개요
- PV는 포토 앨범처럼 되어있으며, 효고현 고베시 주오구 기타노 정에 있는, 기타노이진칸이 촬영지가 되고 있다. PV내에서 찍혀있는 것은 연두의 관, 파라스틴 저택 등.
- 현재는 코마츠 미호 명의로 발매된 마지막 싱글이 되고 있다.

## 수록곡
1. 사랑이 되어라...(恋になれ...)
  - 작사 · 작곡: 코마츠 미호, 편곡: 오가 요시노부

TBS계 《소만유기》 엔딩 테마
2. 연인들의 christmas(恋人たちのchristmas)
  - 작사 · 작곡: 코마츠 미호, 편곡: 오가 요시노부
3. 사랑이 되어라... (Forest that ripples out)
  - 리믹스: 아사이 히로시
4. I just wanna hold you tight (a strange town Mix)
  - 리믹스: Mr. Lee

24번째 싱글의 리믹스
5. 사랑이 되어라... (instrumental)